# Doubovy Klioutchi
Doubovy Klioutchi (en russe : Дубо́вый Ключ) est un village de l'okroug urbain d'Oussouriïsk du kraï du Primorié en Extrême-Orient russe. Sa population s'élevait à 187 habitants au recensement de 2010.

## Géographie
La localité est située dans le kraï du Primorié, un sujet de l'Extrême-Orient de la Russie, en Mandchourie-Extérieure, qui était autrefois chinoise (avant 1860). Elle se trouve dans le district fédéral extrême-oriental. Elle est l'une des 38 localités de l'okroug urbain d'Oussouriïsk, subdivision du sud-ouest du kraï dans la plaine du Khanka, dont le centre administratif est la ville d'Oussouriïsk.
Doubovy Klioutchi, comme tout le kraï du Primorié, est située dans le fuseau horaire MSK+7 (heure de Vladivostok). Le décalage horaire appliqué par rapport au temps universel coordonné est +10:00.

## Histoire
La localité a été fondée en 1932.

## Démographie
Recensements (*) et estimations de la population,,,:
| 1896 | 1915 | 1926* | 2002 * |
| ---- | ---- | ----- | ------ |
| 185  | 439  | 573   | 187    |

| 2010* | - | - | - |
| ----- | - | - | - |
| 187   | - | - | - |

Selon le recensement de 2002, sur les 187 habitants, il y avait 89 % de Russes.